# Una donna francese
Una donna francese (Une femme française) è un film del 1995 diretto da Régis Wargnier.